# 横浜テクノオート専門学校
横浜テクノオート専門学校（よこはまテクノオートせんもんがっこう）とは、神奈川県横浜市南区にある自動車に関する専修学校。学校法人五大が運営。全国自動車大学校・整備専門学校協会加盟校。2005年、横浜テクノオート専門学校に改称。

## 沿革
- 1932年 神奈川県で最初の自動車学校として横須賀自動車学院を設立。
- 1935年 横浜市へ移転し、神奈川自動車学院と改称。
- 1952年 財団法人神奈川自動車学校が認可。
- 1961年 神奈川自動車学校整備専修科認定（運輸大臣許可）。
- 1964年 第一種自動車整備士養成施設指定。
- 1984年 神奈川自動車専門学校に改称。
- 2000年 「鈑金塗装科」を設置。
- 2002年 2級自動車整備士資格（二輪）実技試験免除校として認定。
- 2004年 「鈑金塗装科（1年）」が専門課程として認可。
- 2005年 横浜テクノオート専門学校に改称。併せて新校舎完成。
- 2006年 『財団法人神奈川自動車学校』から『学校法人五大』へ改組。
- 2010年 「1級自動車整備科」を設立。「高度総合整備士コース」導入。
- 2013年 ベトナム・タイグエン情報通信技術大学と教育連携協定を締結。
- 2016年 文部科学省・職業実践専門課程の認定。
- 2018年 「国際エンジニア科」を設立。
- 2020年 「鈑金塗装科」を「ボディ・エンジニア科」へ改組。

## 所在地
神奈川県横浜市南区中村町 5-315

## 設置学科
- 職業実践専門課程 
  - １級自動車整備科
  - 自動車整備科
  - ボディ・エンジニア科
  - 国際エンジニア科
    - 高度総合整備士コース
    - 総合整備士コース